# トルタ・パスカリーナ
トルタ・パスクァリーナ（torta pasqualina、リグリア語では torta pasqualiña [ˈtuːrta paskwaˈliŋˑa] ないし torta de giæe [ˈtuːrta de ˈd͡ʒɛːe]）は、数多くのイタリアの街で、様々なスタイルで作られている（所によっては甘いものもある）。通常は塩味の、リグーリア（より厳密にはジェノヴァ県）の代表的なケーキである。オーブンで調理される、復活祭の時期の代表的な料理である。

## 歴史
過去何世紀にもわたって、イースターに欠かせない食材である卵とチーズは、大事な時にだけ消費される食べ物だった。伝統的なトルタ・パスカリーナは、復活節、つまり春とその産物であるかつてはリグーリア州のどの菜園にも存在していた卵、ハーブ、新玉ねぎ、マジョラムの典型的なものだった。それは復活祭の昼餉の「主役」であり、過去には主婦のスキルの神格化であり、伝説によれば、キリストの年齢に敬意を表して、最高33枚まで重ねることができたと言われている。
ジェノヴァのトルタ・パスカリーナの存在は、16世紀 以来文書化されており、文学者オルテンシオ・ランドが「Catalogo delli inventori delle cose che si mangiano et si bevano（食べたり飲んだりするものの発明者の目録）」で言及している。当時は猫の好物で、猫がよく盗むこと「ガッタフーラ（伊: gattafura）」と呼ばれていたが、筆者自身も「熊が蜂蜜を好むように好きだった」と書いているほど気に入っていた。

### 南米のトルタ・パスカリーナ
19世紀末に膨大なイタリアからの移民がアルゼンチンおよびウルグアイに到達し、その地ではこの料理はパスカリーナと呼ばれた。時を経て、この料理はラ・プラタ川地方の代表的な料理となった。ペルーでは、イタリアからの移民がやって来たのは20世紀に入ってからで、この料理はpastel de acelga（チャードのケーキ）として知られている。

## 詳細

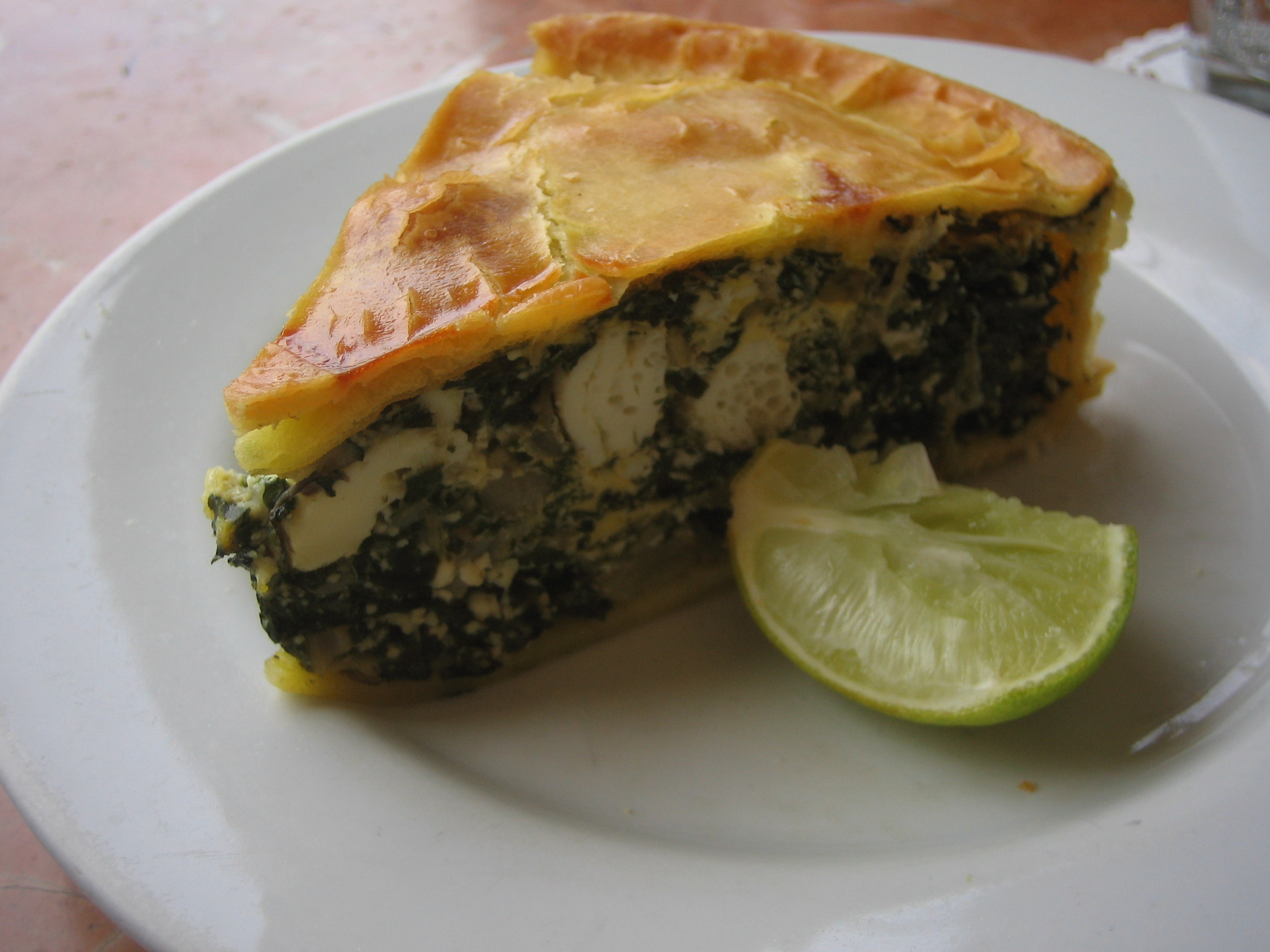
トルタ・パスクァリーナ

小麦粉とオリーブ・オイルで作った生地（酵母は使用しない）を非常に薄く伸したシートを作る。下地に使うシートは焼き型よりも大きくする必要があり、調理のこの段階では型の外側にぶら下がっている。
次に、二枚のシートが伸され、一枚が片方の上に敷かれる。次に、ホウレンソウ、薄くスライスしてニンニクとソテーしたフダンソウかアーティチョーク、鶏卵、粉にしたチーズ、塩、ナツメグ（ジェノヴァ地方のプレシンスーアチーズ）、すりつぶしたマジョラムからなる具材が詰められる。詰め物にはスプーンを使って卵を入れるための穴があけられ、焼かれる間に固ゆで卵となる。伝統的なトルタ・パスクァリーナは、復活祭シーズンにはアーティチョークが高価なことから必ずフダンソウで作られる。
次に少なくとも2枚の上側のシートを非常時薄く広げ、くっつかないように両方に油を塗り、ストローを使って空気を吹き込んで隙間を作る。型の端から内側に向かったシートをマキ、飾りのような折り目をつけてオーブンで焼く。焼き上がった時には詰め物をしたケーキはきれいに膨らんでいるはずである。
他の季節のバリエーションとしては、アーティチョークの代わりにビート、カボチャ属、ナスやその他の野菜が使われることもある。
ヴェンティミーリアでは、フダンソウやルリジサの代わりに野生のハーブ（レイシャルディア・ピクロイデス、セイヨウイラクサ、ノゲシ、ノヂシャ）が詰め物に使われている。
この料理はアルゼンチン、パラグアイ、ウルグアイで非常に一般的で、これらの土地ではトルタ・パスクアリナ（torta pascualina）、タルタ・パスクアリナ（tarta pascualina）、パスクアリナ（pascualina）と呼ばれている。

## ワインとの相性
トルタ・パスカリーナは、10℃で提供されるヴェルメンティーノのような、若く香りがよく、辛口だが柔らかく、風味豊かな白ワインと相性がよい。

## イタリアの伝統的な農産物
ラツィオ州とリグーリア州は、トルタ・パスカリーナという名前のイタリアの伝統的な農産物2品を農業政策省に登録した。

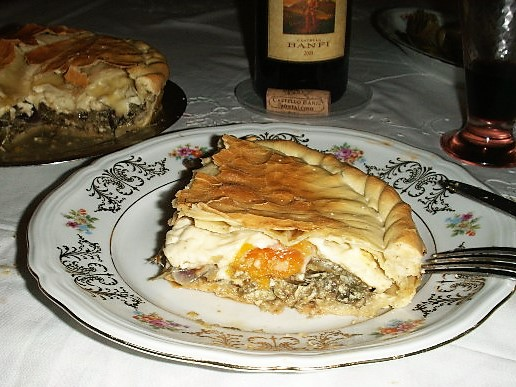
皿に載ったトルタ・パスカリーナ
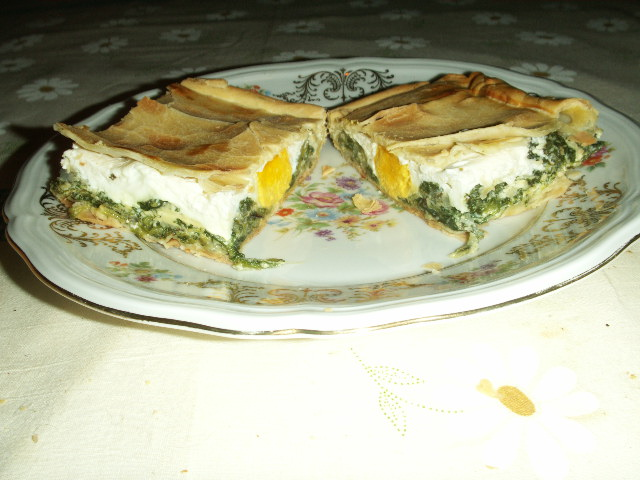
ハーブのトルタ
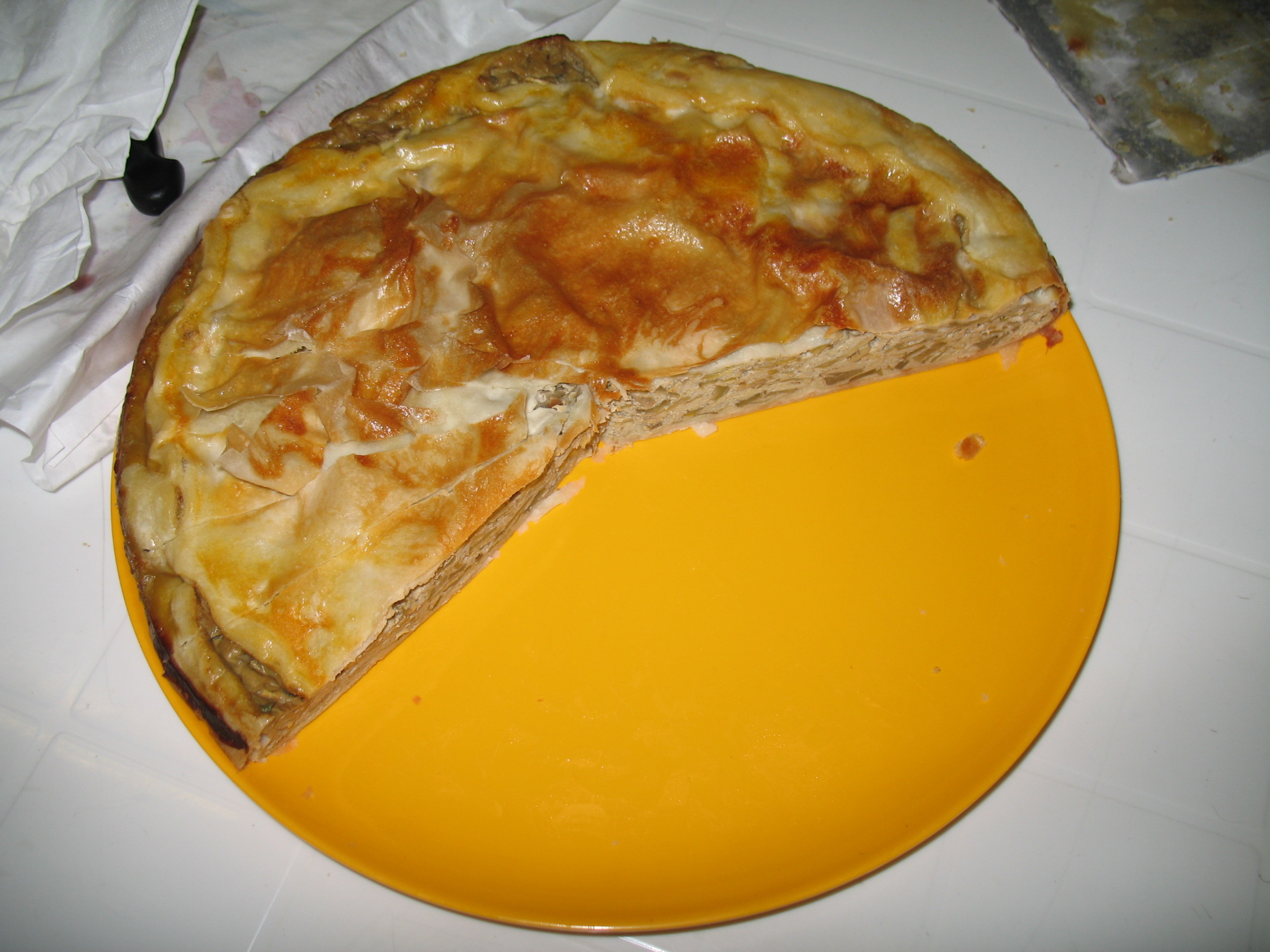
ドン・パオロ提供のトルタ・パスカリーナ
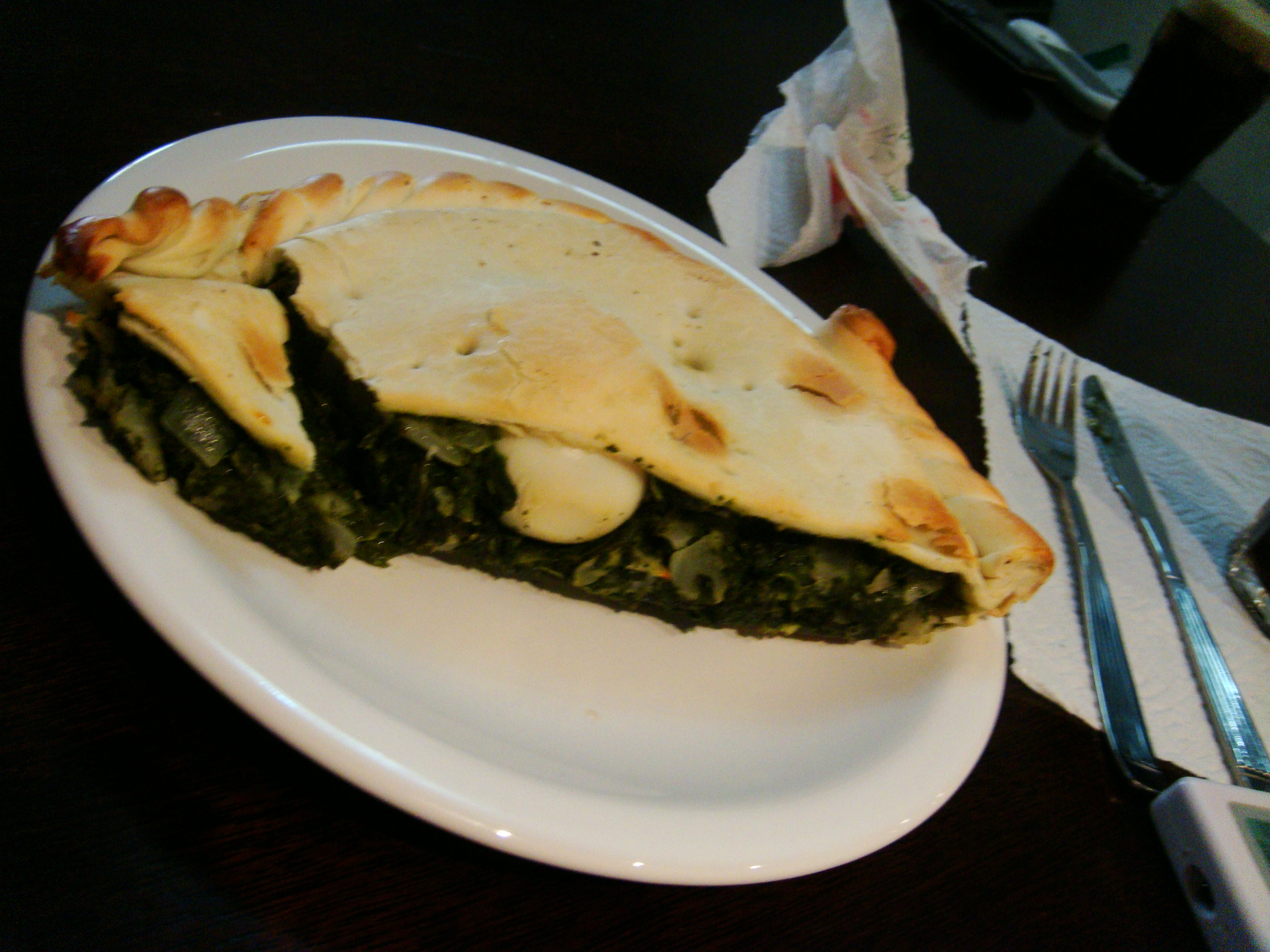
アルゼンチンないしウルグアイのパスクアリナ
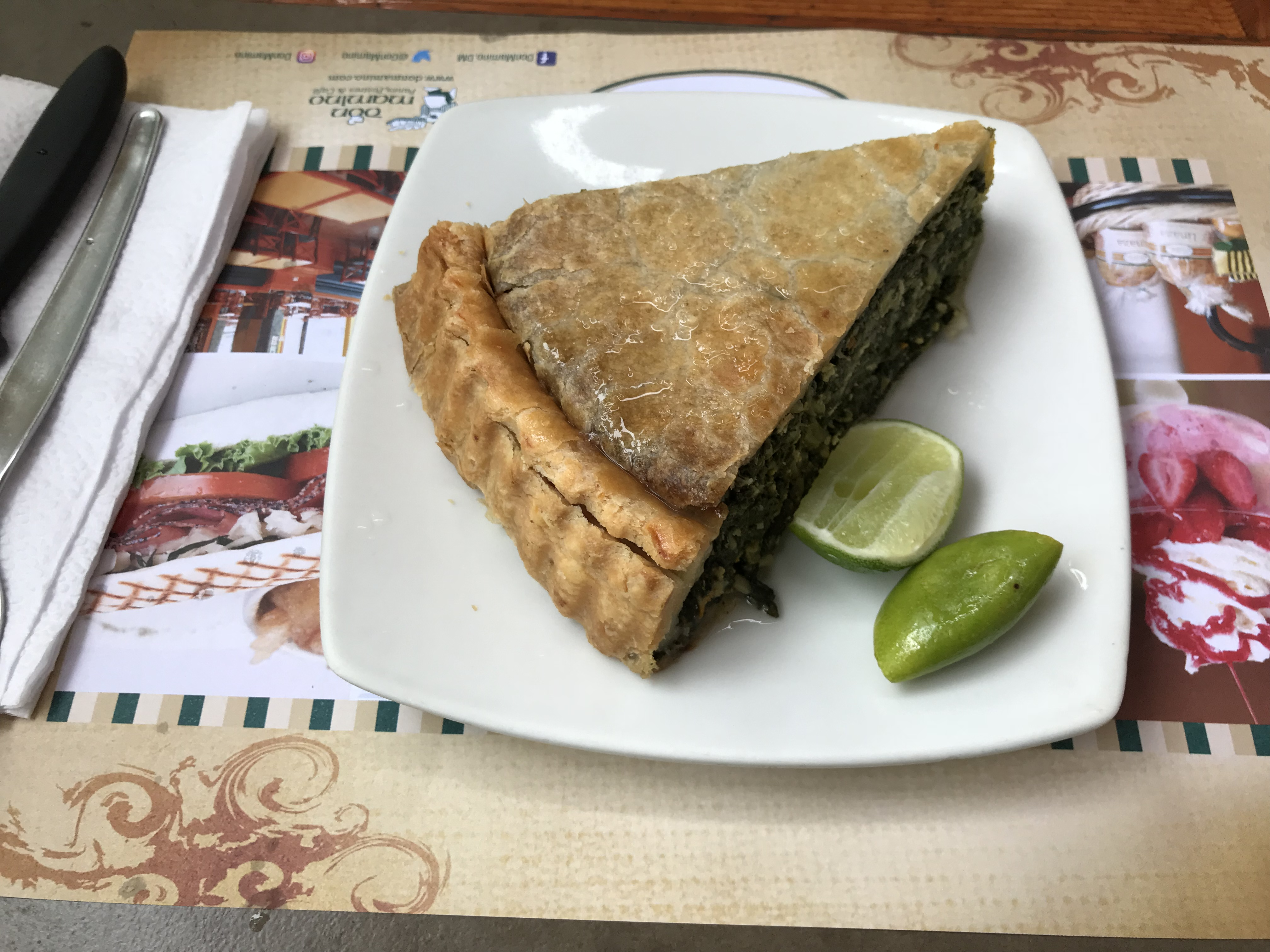
チャードのケーキ（ペルー）